# Koncentrační tábor Berga

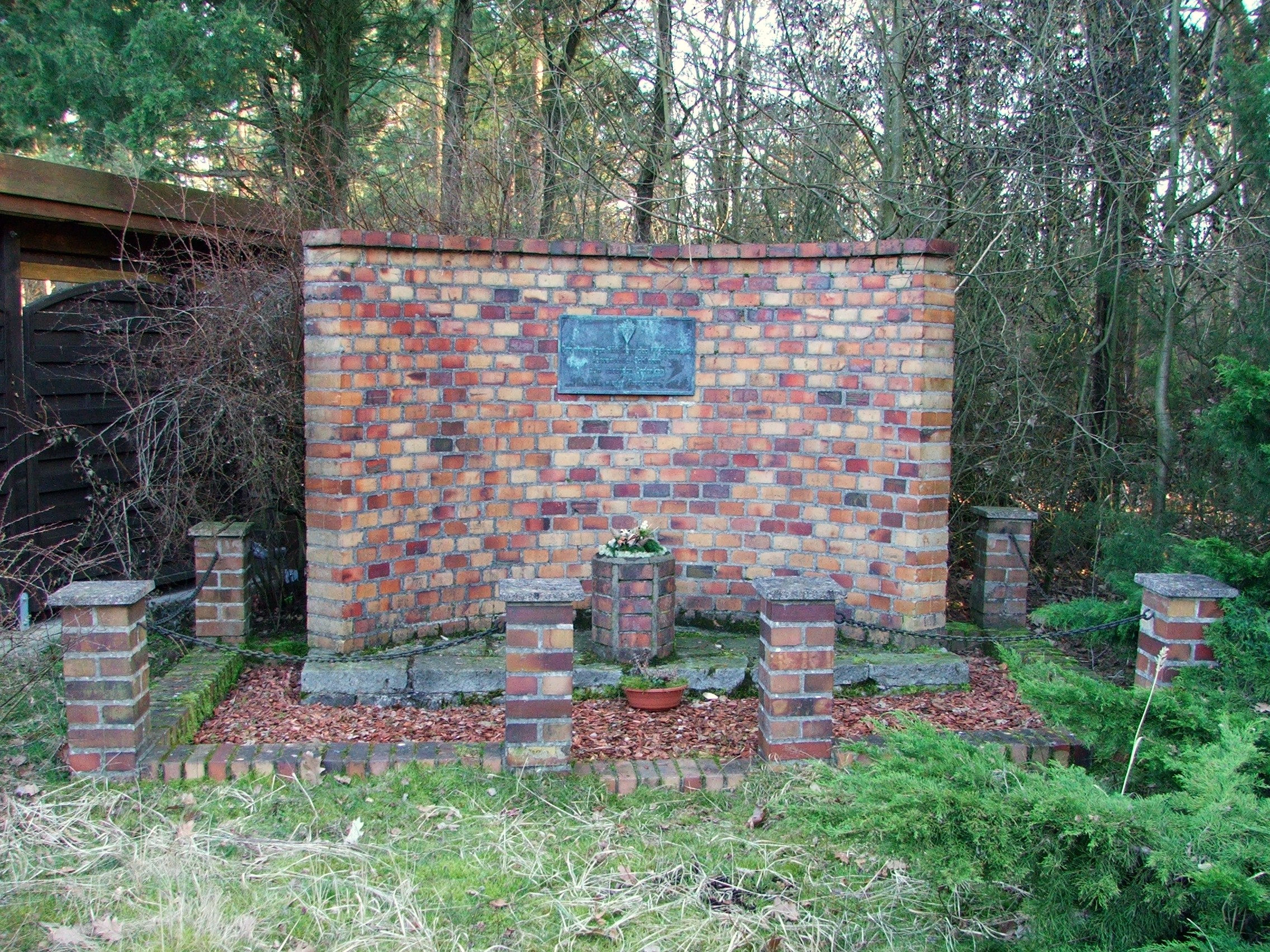
Pomník na památku zajatců, vězněných v táboře Berga

Koncentrační tábor Berga byl pobočným táborem koncentračního tábora Buchenwald. Nacházel se u města Schlieben v německé spolkové zemi Braniborsko. Kromě evropských Židů zde byli vězněni také američtí váleční zajatci, které německá armáda zatkla během Bitvy v Ardenách.
V táboře měla podle tajných nacistických plánů vzniknout továrna na výrobu paliva pro tanky, letadla a další vojenská vozidla. Palivo mělo vznikat hydrogenací hnědého uhlí. Aby výroba nebyla ohrožena nálety, měla fungovat uvnitř skalního bloku. Vězni, zesláblí dlouhou podvýživou, proto byli nuceni kopat tunel ve skále. Nelidské zacházení korespondovalo s dalším účelem tábora, kterým bylo „vyhlazení prací“ (Vernichtung durch Arbeit).
Když se v dubnu 1945 začala k táboru blížit americká armáda, rozhodl jeho velitel, seržant Erwin Metz, o vyslání vězňů na pochod smrti. Metz se během něj pokusil blížícím se spojeneckým jednotkám uniknout na kole. Během několika dní byl přesto Američany zadržen. Následně byl odsouzen k smrti. Později byl jeho trest snížen na dvacet let, nakonec však byl propuštěn již po devíti letech.